# PGC 61918
LEDA/PGC 61918, auch UGC 11246, ist eine spiralförmige Radiogalaxie vom Hubble-Typ Sab im Sternbild Herkules am Nordsternhimmel. Sie ist schätzungsweise  Millionen Lichtjahre von der Milchstraße entfernt und hat einen Durchmesser von etwa 105.000 Lichtjahren. Vom Sonnensystem aus entfernt sich das Objekt mit einer errechneten Radialgeschwindigkeit von näherungsweise 4.200 Kilometern pro Sekunde.
Sie ist ein Mitglied der 6 Galaxien umfassenden Lyons Groups of Galaxies LGG 421 um PGC 62097. Im selben Himmelsareal befinden sich unter anderem die Galaxien NGC 6641, PGC 61907, PGC 1674015, PGC 1675019.